# Jade Jagger
Pour les articles homonymes, voir Jagger.
Jade Jagger, née le 21 octobre 1971 à Paris, est une créatrice de bijoux et mannequin britannique.

## Biographie
Elle est la fille unique de Bianca (née Pérez-Mora y Macías) et Mick Jagger
,. Elle a passé une grande partie de son enfance à Chelsea (le quartier de Londres), puis à Manhattan. Ses parents ont divorcé quand elle avait sept ans. En 1988, expulsée de son école, son père l'envoie étudier l'art en Italie. Elle y commence une relation avec un étudiant, Piers Jackson. Elle est enceinte à 19 ans, sa première fille est née lorsqu'elle a 20 ans, sa seconde trois ans plus tard.
En 1996, Jade Jagger crée une société, Jade Inc., pour laquelle elle conçoit des bijoux,. En 2001, elle commence à travailler en tant que directrice de la création pour Garrard & Co, une compagnie britannique de joaillerie et orfèvrerie de luxe, et crée également une marque spécifique et plus personnelle, Jezebel (utilisant son troisième prénom). Elle a travaillé aussi comme mannequin, pour de la lingerie. En 2006, elle a fondé, avec le concours du designer français Philippe Starck et d'un promoteur immobilier, John Hitchcox, une marque de design, Jade Jagger for YOO,. Elle a dessiné des résidences à Mumbai.
En 2012, elle épouse un DJ, Adrian Fillary. En 2014, elle est de nouveau mère, mais aussi grand-mère, cette même année, à l'âge de 42 ans, faisant de Mick Jagger, son père, un arrière-grand-père,,.